# Musketier Kaczmarek
Musketier Kaczmarek ist ein deutsches Stummfilm-Militärlustspiel aus dem Jahr 1915 von Carl Froelich mit Arnold Rieck in der Titelrolle.

## Handlung
Die Mädchen eines für Sittsamkeit bekannten Pensionats treffen eines Tages bei einem Landausflug auf die Angehörigen eines im Manöver befindlichen Regiments. Bei dem allgemeinen Durcheinander, wo Männlein dem Weibchen hinterherjagt, kommt ausgerechnet Erna Rastenau zu Fall, die Tochter des gestrengen Regimentskommandanten. Der junge, fesche Leutnant von Windheim hilft ihr, ganz Kavalier vom Scheitel bis zur Sohle, wieder auf die Beine. Am folgenden Abend wird zu Ehren des Herrn Oberst und Regimentskommandanten eine kleine Festivität mit Speis und Trank ausgerichtet. Als sich der Oberst nach einer Weile empfiehlt, drehen die zurückgebliebenen jungen Soldaten so richtig auf. Windheim, ein ausgemachter Spaßvogel, verkleidet sich als Ordonnanz Kaczmarek, eine der originellsten Erscheinungen im Regiment, und hat die lachenden Kameraden auf seiner Seite. 
In diesem Moment klingelt das Telefon, Oberst Rastenau beordert seine Ordonnanz zu sich. Windheim erklärt sich zur allgemeinen Gaudi dazu bereit, diesen Spaß als Kaczmarek bei dem Herrn Oberst fortzusetzen. Doch Windheim / Kaczmarek verrichtet die Sonderwünsche des Obersten derart exzellent, dass dieser nunmehr erklärt, in Zukunft nicht mehr auf diesen Kaczmarek verzichten zu wollen. Eine Ratte, die ihn in seinem Quartier wach hält, sorgt dafür, dass sich Windheim die ganze folgende Nacht den Kopf zermartert, wie er bloß aus dieser Nummer wieder herauskommt. Als Bursche des Obersten hat er nun auch die Aufgabe, dessen Tochter Erna, die sich zum Besuch bei ihrem Vater angesagt hat, vom Bahnhof abzuholen. Beim Regiment angekommen, plant der Oberst, seine Tochter in die hiesige Offiziers-Gesellschaft einzuführen. 
Sämtliche Offiziere werden zu einem gesellschaftlichen Diner geladen, und alle haben ihren Mordsspaß, als Kaczmarek alias Windheim sich kleine Streiche beim Servieren der Speisen und Getränke erlaubt. Als er sich für einen Moment unbeobachtet glaubt, lässt Windheim kurz von seiner Kaczmarek-Rolle ab. Dabei wird er aus der Ferne von Erna Rastenau beobachtet, die in ihm jetzt ihren Galan erkennt, der ihr beim Manöver vor einiger Zeit auf die Beine half. Jetzt will sie aber auch ihren Spaß haben und kommandiert den Burschen ihres Vaters für allerlei Dienste herum. Erst bei einem Spazierritt offenbart sie sich ihm, und sie kommen einander näher. Als sie in die Kaserne zurückkehren, ist soeben Windheims Vater zu Besuch beim Obersten angekommen. Nun fliegt der ganze lustige Schwindel auf. Der zunächst ein wenig erboste Herr Papa wird von Tochter Erna beruhigt. Sie sagt ihm einfach, dass diese Maskerade Teil einer Wette gewesen sei. Rastenau gibt sogar seinen Segen zur Verlobung Windheims mit Erna, dieser muss aber zuvor wegen groben Unfugs zwei Tage Stubenarrest absitzen.

## Produktionsnotizen
Das Lustspiel Musketier Kaczmarek entstand im Messter-Film-Atelier in Berlins Blücherstraße 32, passierte die Filmzensur im Oktober 1915 und erlebte seine Uraufführung vermutlich in Wien, wo es unter dem Titel Musketier Katzmarek angekündigt wurde, Ende desselben Jahres. Möglicherweise hat es auch im Deutschen Reich eine Aufführung 1915 gegeben. Für Berlin ist erst im Jahre 1917 eine Aufführung sicher nachweisbar. Die Länge des Film-Dreiakters betrug im Original 1033 Meter, bei der Neuzensurierung im August 1921 lediglich 958 Meter. Der Film wurde für die Jugend freigegeben.

## Kritik
„Ein Lustspielschlager im wahrsten Sinne des Wortes, der in seiner Art wohl bisher nur in dem glänzenden Henny Porten-Filmschwank „Nur nicht heiraten“ seinesgleichen gefunden hat, ist „Musketier Kaczmarek“. Die reizende Handlung, die vorzüglich bis auf das kleinste Detail ausgearbeitete Regie, die geradezu hochklassige Darstellung und die saubere Art … drängen bei Besprechung dieses jüngsten, von wohltuendem Humor beseelten Lustspiele zu dem erwähnten Vergleich.“